# Riders on the Storm
Riders on the Storm е песен на американската рок група „Дорс“. Тя е е издадена през юни 1971 г. като втори сингъл от шестия им студиен албум L.A. Woman и последния с вокалиста Джим Морисън, който умира през юли същата година.
Изкачва се до №14 в класацията „Билборд Хот 100“. Според Роби Кригър, песента е вдъхновена от кънтри песента (Ghost) Riders in the Sky: A Cowboy Legend. В Riders on the Storm е включено електрическо пиано и има звукови ефекти, които наподобяват гръмотевици и дъжд. Според други, текстът на песента е вдъхновен от френско сюрреалистично стихотворение написано през 1930 г. от Луи Арагон с подобно заглавие Chevaliers de l'Ouragan (в превод Ездачите на урагана, Riders on the Storm означава Ездачите на бурята). В песента се прави намек и за известния убиец Били Кук, който прикрит като стопаджия, убива цяло семейство. Морисън първо записва основния глас на песента, а след това отгоре записва текста с шептене и леко отекване, за да създаде впечатление за страх, мрачност и духове.